# Rajd Genewy 1968
Rajd Genewski 1968 (36. Rallye de Genève) – 36. edycja rajdu samochodowego Rajdu Genewskiego rozgrywanego w Szwajcarii. Rozgrywany był od 17 do 20 października 1968 roku. Była to siódma runda Rajdowych Mistrzostw Europy w roku 1968.

## Klasyfikacja rajdu
| Miejsce                     | Kierowca                    | Pilot                       | Samochód                    | Czas                        | Strata                      |                             |
| Klasyfikacja generalna, ERC | Klasyfikacja generalna, ERC | Klasyfikacja generalna, ERC | Klasyfikacja generalna, ERC | Klasyfikacja generalna, ERC | Klasyfikacja generalna, ERC | Klasyfikacja generalna, ERC |
| --------------------------- | --------------------------- | --------------------------- | --------------------------- | --------------------------- | --------------------------- | --------------------------- |
| 1.                          | Pauli Toivonen              | Urpo Vihervaara             | Porsche 911 T               | 1:09:30                     | 0.0                         |                             |
| 2.                          | Lucien Bianchi              | Jean-Marie Jacquemin        | Alfa Romeo Giulia GTA       | 1:12:48                     | +3:18                       |                             |
| 3.                          | Guy Verrier                 | Francis Murac               | Alfa Romeo Giulia GTA       | 1:13:52                     | +4:22                       |                             |
| 4.                          | Gilbert Staepelaere         | André Aerts                 | Ford Escort Twin Cam        | 1:14:12                     | +4:42                       |                             |
| 5.                          | Arthur Blank                | Federico Karrer             | Porsche 911 S               | 1:16:36                     | +7:06                       |                             |
| 6.                          | Jean-Jacques Cochet         | Jean-Pierre Feuz            | Porsche 911 S               | 1:17:46                     | +8:16                       |                             |
| 7.                          | Bob Wollek                  | Michel Delannoy             | Renault 8 Gordini           | 1:17:57                     | +8:27                       |                             |
| 8.                          | Claude Haldi                | Eric Chapuis                | Porsche 911 S               | 1:18:39                     | +9:09                       |                             |
| 9.                          | Jean-Jacques Thuner         | John Gretener               | Triumph TR5                 | 1:18:58                     | +9:28                       |                             |
| 10.                         | Noël Labaune                | Paul Rodet                  | Alfa Romeo Giulia GTA       | 1:21:24                     | +11:54                      |                             |